# Jod-Basedows sjukdom
Jod-Basedows sjukdom, jodbasedow eller jodinducerad hypertyreoidism, är ett tyreotoxiskt tillstånd som beror på överkonsumtion av jod.
Jod-Basedows sjukdom är ett varaktigt tillstånd av för höga nivåer tyroxin (T4) och trijodtyronin (T3) och för lågt värde TSH, samt struma. Hos några personer är bara T4 och inte T3 förhöjt. Symtomen på giftstruma uppkommer långsamt, inom någon vecka efter ett alltför högt jodintag.
Jod-Basedows sjukdom kan skiljas från giftstruma genom att studera sköldkörtelns funktion. Vid giftstruma har sköldkörteln ett alltför stort upptag av radioaktivt jod, medan sköldkörteln vid Jod-Basedows sjukdom har ett minskat upptag eftersom sköldkörteln är mättad på jod.
Jod-Basedows sjukdom kan uppkomma i kombination med en näringsrubbning eller som en vårdrelaterad åkomma efter behandling med radioaktivt jod. Tillståndet kan vara övergående eller bestående. Det uppstår som regel hos människor som levt jodfattigt, vilka plötsligt får en alltför hög dos jod.